# 第三号駆潜艇
第三号駆潜艇（第3号駆潜艇、だいさんごうくせんてい、旧字体で第三號驅潜艇）は日本海軍の駆潜艇。

## 概要
1933年度①計画追加計画による第一号型駆潜艇(以下第1号型)に続き、
②計画で第五十一号型駆潜艇と共に計画された。
友鶴事件の影響で計画時より復原性が考慮され、第1号型とは別設計となった。
竣工後、本籍は佐世保鎮守府、所属は佐世保防備隊となり、
日中戦争では中支方面作戦に従事した。
太平洋戦争では、主に南方で哨戒や船団護衛に従事した。
終戦時スラバヤに所在し、シンガポール南方海面で海没処分とされた。

## 艦級
第3号駆潜艇の艦級(クラス)は各出典で以下の相違がある。
- 海軍省が定めた特務艇類別等級[36]および艦艇類別等級では第1号から第12号まで全て第1号型に類別されている[37]
- 世界の艦船#日本海軍護衛艦艇史(1996)や#日本海軍全艦艇史では第1号から第3号までを第1号型に分類している[12]
- #一般計画要領書(駆潜艇)では第1号型(基本計画番号K3)と本艇(同K4)は別艦型としている[18]
- #写真日本の軍艦第13巻では本艇1隻のみの第3号型としている[8]

## 艦型
基本計画番号はK4。
第1号型と比較して復原性能を考慮し、一般艤装は第1号型の使用実績を参考にした。
また建造中に第四艦隊事件の教訓により、船体構造が改正された。

### 船体・艤装
船体は第1号型に比べて長さを短くし吃水を深くした。
煙突を低くし、マストも単檣としている(第1号型は3脚檣)。
復原性能は計画公試状態で107度となっている。
舵は第1号型が傾斜2枚舵だった所、
第3号は1枚の平衡舵(バランスド・ラダー)に改められた。

### 機関
主機は艦本式22号6型ディーゼルを装備、
第1号型が装備した主機より気筒数を減じ(8気筒から6気筒に)、回転数も抑えた「楽な機械」を採用した。
出力は第1号型より低下し、
速力は20ノットを計画した(第1号型は計画24ノット)。
発電機は、40kW105V内火発電機2基、1kVA55V交流発電機2基を装備した。

### 兵装
砲熕兵装は第1号型とほぼ同様で、爆雷36個搭載も同様であるが、竣工時より九四式投射機2基と装填台2基を装備した。
爆雷投射装置の装備は駆潜艇として初めてになる。
探信儀はSCAM社製を装備した。
航海及び光学兵装として、一四式1.5m測距儀1基を装備した。
また12cm望遠鏡2基を装備した。
無線兵装は1943年の現状値として、送信機は九七式特五号1基、受信機は九二式特受改三4基、無線電話装置は二号改三話送1基、九〇式改四1基を装備した。

### その他
ボートダビッドはラッフィング型を採用、船体幅が狭いので上甲板前後の交通の邪魔にならないように搭載艇の収納位置を高くした。
舵取機械は100V電動3馬力1基、揚錨機は100V電動10馬力1基をそれぞれ装備した。
主錨は普通型0.3トンを2丁、副錨は海軍型0.1トンを1丁、錨鎖は18φx7節(175m)を2連装備した。
ホーサーとしての鋼索は艦尾繋留用に22φx75mを2巻、横付け用に20φx50mを2巻、曳船用に24φx175mを1巻、繋留作業用に20φx100mを1巻、艦尾繋留用に22φx75mを2巻、横付け用に20φx50mを2巻装備した。
麻索は、繋留作業用に32φx175mを1巻、副錨用に26φx175mを1巻、専索及雑用に22φx100mを1巻装備した。

### 要目
基本計画時の主要要目は右の通り。

## 艦歴

### 建造
計画時の名称は第3大型駆潜艇。
1935年(昭和10年)4月17日、浅野造船所で起工。
主機械は呉海軍工廠で製造された。
進水は1936年3月12日、竣工は同年7月1日を予定していた。
1935年6月20日、第三号駆潜艇と命名、
特務艇中の駆潜艇に類別、艇型名無し。
1936年(昭和11年)6月6日、進水、
同年10月5日竣工した。

### 1936年
1936年(昭和11年)12月1日現在、本籍は佐世保鎮守府、所属は佐世保防備隊。
12月14日、特務艇類別等級の駆潜艇の項目が改正され、等級に第1号型と第51号型の2つの艇型(クラス)が決められた。
本艇は第1号型駆潜艇に類別された。

### 1938年
支那事変により中支方面作戦に従事した。

### 1940年
1940年(昭和15年)11月15日、駆潜艇は特務艇から外れ、艦艇となる。
同日より駆潜隊が編制され、第1駆潜隊は第1号、第2号、第3号(本艇)で編成された。

### 1941年
1941年(昭和16年)5月、第1駆潜隊司令駆潜艇になった。

### 太平洋戦争
開戦時、第三艦隊第1根拠地隊第1駆潜隊に所属しフィリピン作戦に従事。
船団護衛などに従事した。
終戦時、スラバヤに所在した。

### 戦後
1946年(昭和21年)7月11日、シンガポール南方海面で海没処分、8月10日除籍された。

## 艇長
艤装員長
1. 平野泰治 大尉：1936年6月1日[52] -

特務艇長
駆潜艇長
1. 間庭建爾 予備大尉：1940年11月15日[53] - 1941年5月5日[54]
2. 水谷勝二 予備大尉/大尉：1941年5月5日[54] - 1943年10月15日[55]
3. 神野則之 大尉：1943年10月15日[55] - 1944年11月20日[56]
4. 木内文治 大尉：1944年11月20日[56] - 1946年7月1日[57][注釈 4]